# Luis Manuel Seijas
Luis Manuel Seijas Gunther, plus couramment appelé Luis Manuel Seijas, est un footballeur international vénézuélien né le 23 juin 1986 à Valencia (Venezuela), qui évolue au poste de milieu de terrain à l'Independiente Santa Fe.

## Biographie

### Club
Le 30 août 2011, il signe un contrat de 3 ans en faveur du Standard de Liège.
Le 2 mai 2013, il résilie son contrat avec le club liégeois.

### International
Le 18 octobre 2006, il participe à sa première sélection en équipe du Venezuela, lors du match Uruguay - Venezuela à l'Estadio Centenario (défaite 4-0).

## Palmarès

### Collectif
- Avec Independiente Santa Fe :
  - Vainqueur de la Coupe de Colombie en 2009.